# 1 E4 m³
Za lažjo predstavo redov velikosti različnih prostornin je tu seznam prostornin med 104 m³ in 105 m³.
- manjše prostornine
- 10.000 m³ (kubičnih metrov) je enako ...
  - 1 × 104 m³
  - dobrih 78,6 kubičnih palic
  - kocki s stranico dobrih 21,5 m
  - krogli s polmerom skoraj 13,4 m
- 11.000 m³ -- prostornina vode, ki ob največjem pretoku vsako sekundo steče skozi Asuanski jez
- 11.866 m³ -- prostornina betona v Trboveljskem dimniku
- 60.000 m³ -- količina zbranih odpadkov v akciji Očistimo Slovenijo v enem dnevu! 17. aprila 2010
- večje prostornine